# Elasmopus spinimanus
Elasmopus spinimanus is een vlokreeftensoort uit de familie van de Maeridae. De wetenschappelijke naam van de soort is voor het eerst geldig gepubliceerd in 1904 door Walker.